# Valin
Valin (okrajšano kot Val ali V) je α-aminokislina s kemijsko formulo HO2CCH(NH2)CH(CH3)2. L-valin je ena od 20 proteinogenih aminokislin (ki tvorijo beljakovine v človeškem organizmu). Kodoni, ki zapisujejo valin, so GUU, GUC, GUA in GUG. Valin je nepolarna esencialna aminokislina; človeško telo jo mora pridobiti s hrano (predvsem s skuto, ribami, perutnino, lešniki, sezamovimi seme in lečo).
Poleg izolevcina in levcina spada valin med aminokisline z razvejano verigo. Poimenovan je po rastlini valeriana (slovensko zdravilna špajka ali baldrijan). 
Pri anemiji srpastih celic se v hemoglobinu valin nahaja na mestih, kjer bi se morala nahajati glutaminska kislina. Slednja je hidrofilna, valin pa hidrofoben, zato se pri omenjeni bolezni hemoglobin napačno zvije.

## Biosinteza
Izolevcin je esencialna aminokislina in ga torej živalski organizmi ne sintetizirajo in ga morajo pridobiti s hrano, predvsem v obliki beljakovin. V rastlinah in mikroorganizmih se sintetizira v več korakih iz piruvične kisline. Začetna pot je ista kot pri biosintezi levcina. Intermediat α-ketovalerat se reduktivno aminira z glutamatom. Encimi, ki so vključeni v biosintezno pot valina, so:
1. acetolaktat-sintaza
2. acetohidroksikislinska izomeroreduktaza
3. dihidroksikislinska dehidrataza
4. valin-aminotransferaza